# Малополска провинция
Малополската провинция (на полски: Prowincja małopolska, на латински: Polonia Minor) е административно-териториална единица в състава на Полското кралство и Жечпосполита. Административен център е град Краков.

## Административно деление
От 1569 година провинцията е разделена на единадесет войводства.
- Белско войводство
- Брацлавско войводство
- Волинско войводство
- Киевско войводство
- Краковско войводство
- Люблинско войводство
- Подляско войводство
- Подолско войводство
- Рутенско войводство
- Сандомежко войводство
- Черниговско войводство